# Peter Carmeliet
Peter baron Carmeliet (Leuven, 8 december 1959) is een Vlaams doctor in de geneeskunde en gewoon hoogleraar aan de Katholieke Universiteit Leuven. Hij is tevens scientific director binnen het Vlaams Instituut voor Biotechnologie (VIB).

## Loopbaan
Hij studeerde af in 1984 als arts aan de KU Leuven en volgde nadien meerdere stages in en kreeg onderzoeksbeurzen aan onder meer de campus van Baltimore van de University of Maryland, Harvard Medical School en het Whitehead Institute van het Massachusetts Institute of Technology (MIT). In 1989 promoveerde hij aan de KU Leuven. Hij is auteur of coauteur van honderden gepubliceerde onderzoeksrapporten in de voornaamste wetenschappelijke tijdschriften, met veelvuldige citaties door collega's. Carmeliet heeft een h-index van 193. Hij kreeg aanvullende aanstellingen in onder meer de Universiteit Maastricht (CARIM) en de Medical School van Dartmouth College.
Aan de KU Leuven leidt hij het VIB Vesalius Research Centre binnen het Departement Moleculaire en Cellulaire Geneeskunde. Hij levert baanbrekend werk in de angiogenese, het onderzoek van de groei en de functie van bloedvaten. Angiogenese vindt plaats bij de embryovorming, maar kan ook in gang gezet worden bij wondherstel en gestart worden door tumorcellen. Zijn onderzoek naar angiogenese leverde in samenwerking met Désiré Collen anti-PLGF op, een middel dat kankertumoren zuurstof en voedsel ontneemt door in te werken op de betrokken bloedvaten. De remmer treedt op tegen PLGF, de PLacental Growth Factor. Het middel is effectief bij sommige kankers, oogziektes en is gemakkelijk via de bloedbaan toe te dienen. Ingevolge zijn onderzoek rond angiogeneseremmers voor de VEGF-groeifactoren (vascular endothelial growth factor) zijn er ook vooruitzichten op een werkend geneesmiddel dat kan helpen bij de stabilisatie van amyotrofe laterale sclerose.

## Eerbetoon
In 2001 werd hem een Unrestricted Bristol Myers Squibb Grant toegewezen. In 2002 werd hij de laureaat van de Francquiprijs. In 2005 werd hem samen met Désiré Collen de InBev-Baillet Latour Gezondheidsprijs toegekend. In 2010 kreeg hij voor baanbrekend medisch onderzoek de Ernst Jung-Preis für Medizin. Ook in 2010 werd hem door het Fonds voor Wetenschappelijk Onderzoek een Excellentieprijs toegekend, de prijs Dr. Joseph Maisin voor fundamenteel biomedische wetenschappen. In 2018 werd de Dr A.H. Heinekenprijs voor geneeskunde aan hem toegekend.
In 2015 kreeg hij vergunning van erfelijke adel met de persoonlijke titel van baron.
Op 10 juni 2022 werd hij geïnstalleerd als lid van de American Academy of Arts and Sciences. Op 11 juli 2022 ontving hij het Ereteken van de Vlaamse Gemeenschap.

## Persoonlijk
Carmeliet woont in Blanden, is gehuwd en vader van drie kinderen.
- DBLP: 121/9127
- Gemeinsame Normdatei: 1229141235
- International Standard Name Identifier: 0000 0003 9811 2707
- Library of Congress Control Number: no2015023265
- Nederlandse Thesaurus van Auteursnamen: 074946021
- ORCID: 0000-0001-7961-1821
- Système universitaire de documentation: 194348210
- Virtual International Authority File: 317142398
- WorldCat: E39PBJkxGQFKytWWbjyVTQtBT3